# سباق الزمن للسيدات في بطولة العالم لسباق الدراجات على الطريق 2019
سباق الزمن للسيدات في بطولة العالم لسباق الدراجات على الطريق 2019 هو سباق دراجات هوائية، وهو الموسم رقم 26 من السباق، وأقيم في 24 سبتمبر 2019، وامتدّ لمسافة 32 كيلومتر، وهو أحد سباقات بطولة العالم لسباق الدراجات على الطريق 2019، وقد شارك في السباق  53 متسابقاً.
فاز فيه بالمركز الأول  كلو ديجيرت، وبالمركز الثاني  أنا فان دير بريغين، وبالمركز الثالث  أنيميك فان فليوتن.

## الفرق
| فرق وطنية (39)- فريق الأرجنتين لركوب الدراجات للرجال 2019‏ - فريق أستراليا لركوب الدراجات للرجال 2019‏ - فريق النمسا لركوب الدراجات للرجال 2019‏ - فريق بلجيكا لركوب الدراجات للرجال 2019 ‏ - فريق روسيا البيضاء لركوب الدراجات للرجال 2019‏ - فريق البرازيل لركوب الدراجات للرجال 2019‏ - فريق كندا لركوب الدراجات للرجال 2019‏ - منتخب قبرص الوطني لسباق الدراجات على الطريق للسيدات 2019‏ - فريق التشيك لركوب الدراجات للرجال 2019‏ - فريق الدنمارك لركوب الدراجات للرجال 2019 ‏ - فريق إرتريا لركوب الدراجات 2019 ‏ - فريق إسبانيا لركوب الدراجات للرجال 2019 ‏ - فريق إثيوبيا لركوب الدراجات للرجال 2019‏ - فريق فرنسا لركوب الدراجات للرجال 2019 ‏ - فريق المملكة المتحدة لركوب الدراجات للرجال 2019 ‏ - فريق ألمانيا لركوب الدراجات للرجال 2019‏ - فريق جمهورية أيرلندا لركوب الدراجات للرجال 2019‏ - فريق آيسلندا لسباق الدراجات للرجال 2019‏ - فريق إسرائيل لسباق الدراجات على الطريق للرجال 2019‏ - فريق إيطاليا لركوب الدراجات للرجال 2019 ‏ - فريق اليابان لركوب الدراجات للرجال 2019‏ - فريق الكويت لسباق الدراجات للرجال 2019‏ - منتخب لاتفيا لركوب الدراجات للرجال 2019‏ - فريق المكسيك لركوب الدراجات للرجال 2019‏ - فريق هولندا لركوب الدراجات للرجال 2019 ‏ - فريق النرويج لركوب الدراجات للرجال 2019 ‏ - فريق نيوزيلندا لركوب الدراجات 2019‏ - فريق باراغواي لسباق الدراجات للرجال 2019‏ - فريق بولندا لركوب الدراجات 2019 ‏ - فريق جنوب أفريقيا لركوب الدراجات للرجال 2019‏ - فريق روسيا لركوب الدراجات 2019 ‏ - فريق سلوفينيا لركوب الدراجات للرجال 2019‏ - فريق سويسرا لركوب الدراجات 2019 ‏ - فريق السويد لركوب الدراجات للرجال 2019‏ - فريق تايوان لركوب الدراجات للسيدات 2019‏ - فريق ترينيداد وتوباغو لسباق الدراجات للسيدات 2019‏ - فريق أوكرانيا لسباق الدراجات على الطريق للرجال 2019‏ - فريق الولايات المتحدة لسباق الدراجات الهوائية للرجال 2019 ‏ - فريق أوزبكستان لركوب الدراجات 2019‏ |  |
| |  |

## التصنيف العام النهائي
| \| التصنيف العام \| التصنيف العام \| التصنيف العام \| التصنيف العام \| التصنيف العام \| \| العداء \| العداء \| الفريق \| الوقت \| \| \| ------------- \| ------------------ \| ---------------------------------------------------------- \| ------------- \| ------------- \| \| 1 \| كلو ديجيرت \| فريق الولايات المتحدة لركوب الدراجات للسيدات 2019‏ \| 42 د 11 ث \| \| \| 2 \| أنا فان دير بريغين \| فريق هولندا لركوب الدراجات للسيدات [لغات أخرى]‏ \| + 1 د 33 ث \| \| \| 3 \| أنيميك فان فليوتن \| فريق هولندا لركوب الدراجات للسيدات [لغات أخرى]‏ \| + 1 د 54 ث \| \| \| 4 \| أمبر نبين \| فريق الولايات المتحدة لركوب الدراجات للسيدات 2019‏ \| + 2 د 39 ث \| \| \| 5 \| ليزا كلاين \| فريق ألمانيا لركوب الدراجات للسيدات 2019‏ \| + 2 د 42 ث \| \| \| 6 \| مارلين رويسر \| فريق سويسرا لركوب الدراجات للسيدات 2019 [لغات أخرى]‏ \| + 3 د 03 ث \| \| \| 7 \| ليا توماس \| فريق الولايات المتحدة لركوب الدراجات للسيدات 2019‏ \| + 3 د 14 ث \| \| \| 8 \| لوسيندا براند \| فريق هولندا لركوب الدراجات للسيدات 2019 [لغات أخرى]‏ \| + 3 د 16 ث \| \| \| 9 \| ألينا أمياليوسيك \| فريق روسيا البيضاء لركوب الدراجات للسيدات 2019 [لغات أخرى]‏ \| + 3 د 18 ث \| \| \| 10 \| ليزا برينور \| فريق ألمانيا لركوب الدراجات للسيدات 2019‏ \| + 3 د 21 ث \| \| |                    |                                                   |            |  |
| |                    |                                                   |            |  |
| مصدر: ProCyclingStats |                    |                                                   |            |  |
| التصنيف العام |                    |                                                   |            |  |
| العداء | العداء             | الفريق                                            | الوقت      |  |
| 1 | كلو ديجيرت         | فريق الولايات المتحدة لركوب الدراجات للسيدات 2019‏ | 42 د 11 ث  |  |
| 2 | أنا فان دير بريغين | فريق هولندا لركوب الدراجات للسيدات ‏               | + 1 د 33 ث |  |
| 3 | أنيميك فان فليوتن  | فريق هولندا لركوب الدراجات للسيدات ‏               | + 1 د 54 ث |  |
| 4 | أمبر نبين          | فريق الولايات المتحدة لركوب الدراجات للسيدات 2019‏ | + 2 د 39 ث |  |
| 5 | ليزا كلاين         | فريق ألمانيا لركوب الدراجات للسيدات 2019‏          | + 2 د 42 ث |  |
| 6 | مارلين رويسر       | فريق سويسرا لركوب الدراجات للسيدات 2019 ‏          | + 3 د 03 ث |  |
| 7 | ليا توماس          | فريق الولايات المتحدة لركوب الدراجات للسيدات 2019‏ | + 3 د 14 ث |  |
| 8 | لوسيندا براند      | فريق هولندا لركوب الدراجات للسيدات 2019 ‏          | + 3 د 16 ث |  |
| 9 | ألينا أمياليوسيك   | فريق روسيا البيضاء لركوب الدراجات للسيدات 2019 ‏   | + 3 د 18 ث |  |
| 10 | ليزا برينور        | فريق ألمانيا لركوب الدراجات للسيدات 2019‏          | + 3 د 21 ث |  |

## وصلات خارجية
- الموقع الرسمي
- لمحة عن سباق سباق الزمن للسيدات في بطولة العالم لسباق الدراجات على الطريق 2019 على موقع  ProCyclingStats   (برو  سايكلنج  ستاتس) - إحصاءات  محترفي  الدراجات.
- سباق الزمن للسيدات في بطولة العالم لسباق الدراجات على الطريق 2019 على موقع إحصائيات الدراجات الإحترافية (الإنجليزية)